# Campionatul Internațional de Scrimă din 1933
Campionatul Internațional de Scrimă din 1933 s-a desfășurat la Budapesta, Ungaria.

## Rezultate

### Masculin
| Probă                 | Aur | Argint                                                                                                | Bronz                                                                                                 |
| Spadă la individual   | Georges Buchard (FRA) | Saverio Ragno (ITA)                                                                                   | Hans Drakenberg (SWE)                                                                                 |
| Spadă pe echipe       | Italia · Giancarlo Brusati · Giancarlo Cornaggia-Medici · Renzo Minoli · Saverio Ragno · Franco Riccardi · Mario Visconti | Franța Georges Buchard Jacques Coutrot Louis Prat Paul Rousset Bernard Schmetz                        | Suedia Raul Årmann Curt Dahlgren Hans Drakenberg Gustaf Dyrssen Bo Lindman Sven Thofelt               |
| Floretă la individual | Gioacchino Guaragna (ITA)                                                                                                 | Giulio Gaudini (ITA)                                                                                  | John Emrys Lloyd (GBR)                                                                                |
| Floretă pe echipe     | Italia · Giorgio Bocchino · Manlio Di Rosa · Gioacchino Guaragna · Giorgio Macerata · Giuliano Nostini · Saverio Ragno    | Austria Ernst Baylon Richard Brünner Kurt Ettinger Josef Losert Hans Lyon                             | Ungaria Sándor Gözsy János Hajdú József Hatz Ottó Hatz Lajos Maszlay Egon Meszlényi                   |
| Sabie la individual   | Endre Kabos (HUN) | Gustavo Marzi (ITA)                                                                                   | Giulio Gaudini (ITA)                                                                                  |
| Sabie pe echipe       | Ungaria · Aladár Gerevich · György Piller · Endre Kabos · Pál Kovács · Lajos Maszlay · László Rajcsányi · Antal Zirczy    | Italia · Giulio Gaudini · Gustavo Marzi · Vincenzo Pinton · Emilio Salafia · Silvio Turchi · Ugo Ughi | Marea Britanie Charles Louis de Beaumont Craven Hohler John Emrys Lloyd Arthur Pilbrow Oliver Trinder |

### Feminin
| Probă                 | Aur                                                            | Argint                                                                                   | Bronz                                                                                  |
| Floretă la individual | Gwendoline Neligan (GBR)                                       | Erna Bogáti (HUN)                                                                        | Mitzi With (DEN)                                                                       |
| Floretă pe echipe     | Ungaria · Erna Bogáti · Margit Danÿ · Ilona Elek · Margit Elek | Marea Britanie Elizabeth Carnegy Arbuthnott Mary Geddes Judy Guinness Gwendoline Neligan | Austria Grete Friedmann Elisabeth Grasser Minna Kastner Anni Roth Frieda von Gregurich |

## Clasament pe medalii
| Loc   | Țară           | Aur | Argint | Bronz | Total |
| ----- | -------------- | --- | ------ | ----- | ----- |
| 1     | Italia         | 3   | 4      | 1     | 8     |
| 2     | Ungaria        | 3   | 3      | 1     | 5     |
| 3     | Marea Britanie | 1   | 1      | 2     | 4     |
| 4     | Franța         | 1   | 1      | 1     | 3     |
| 4     | Austria        | 0   | 1      | 1     | 2     |
| 6     | Danemarca      | 0   | 0      | 1     | 1     |
| 6     | Suedia         | 0   | 0      | 1     | 1     |
| Total | Total          | 8   | 8      | 8     | 24    |